# Eugenio Montale
Pour les articles homonymes, voir Montale.
Eugenio Montale est un poète italien né à Gênes le 12 octobre 1896 et mort à Milan le 12 septembre 1981. Il a reçu le prix Nobel de littérature en 1975.

## La vie

### Les racines «cachées» de la poésie de Montale
Eugenio Montale naît à Gênes le 12 octobre 1896, d’une famille de commerçants en produits chimiques (le père était notamment fournisseur de l’entreprise où était employé Italo Svevo). Bianca Montale, une petite-fille du poète, esquisse en ces termes, dans sa Cronaca famigliare en 1986, les traits caractéristiques communs à toute la famille :

« L'ansia, la fragilità nervosa, la timidezza, la concisione nel parlare e nello scrivere, una visione prevalentemente tendente al peggio di ogni vicenda, un certo senso dell'umorismo ».
« L’anxiété, la fragilité nerveuse, la timidité, la concision à l'oral et à l'écrit, une vision ayant souvent tendance à aller au pire de toute vicissitude, un certain sens de l’humour. »

— Bianca Montale
Dernier de six enfants, le jeune Montale est un peu livré à lui-même et à sa mélancolie, comme il arrive souvent au petit dernier d'une nombreuse fratrie. Il le signale lui-même dans un de ses entretiens :

« Nous étions une famille nombreuse, mes frères allaient au bureau, seule ma sœur fréquenta l’université, pour moi c'était hors de question. Dans beaucoup de familles, il existe une entente tacite selon laquelle le cadet est dispensé de porter haut la réputation de la famille. »

— Eugenio Montale
Et, en effet, même s’il est inscrit à l’Institut technique commercial Vittorio Emmanuele (il passe son diplôme de la section commerciale en 1915), Montale a tout loisir pour cultiver comme il l'entend ses centres d'intérêt, principalement littéraires, fréquenter les bibliothèques municipales et assister aux cours privés de philosophie de sa sœur Marianna.
Son éducation est donc typique de celle d'un autodidacte, qui découvre sa vocation à travers un parcours libéré de toute influence si ce n'est celle qui relève de sa propre volonté et de ses propres limites. La littérature (Dante Alighieri en premier lieu) et les langues étrangères sont le terrain privilégié où l’imaginaire montalien ancre ses premières racines ; avec le panorama, encore intact, de la Ligurie orientale : Monterosso al Mare dans les Cinque Terre, où la famille passe les vacances.
Rien de spécial à ajouter pour ce qui concerne les années d'apprentissage du poète, hors les études musicales qu’il poursuit de 1915 à 1923 avec l’ex-baryton Eugenio Sivori. Ces études lui laissent un intérêt vif, même si superficiel, pour la musique.
Entré à l’Accademia militare de Parme, il demande à être envoyé sur le front, et après une brève expérience de la guerre en Vallarsa et Val Pusteria, il est libéré en 1920.
« Rudes et essentielles », comme il définit sa terre, les années de jeunesse conditionnent chez Montale une vision du monde où prédominent les sentiments privés et l’observation profonde et minutieuse du peu de choses qui l'entourent – la nature méditerranéenne et les femmes de la famille. Mais, à l'intérieur de ce « petit monde », il est aidé intellectuellement par une veine linguistique nourrie par d'infatigables lectures, les plus profitables qu’on puisse désirer : celles qui n'ont d'autres fins que le seul plaisir de la connaissance et de la découverte. Et, dans les années mêmes où le nom de Gabriele D'Annunzio résonne dans toute la péninsule, Montale a la chance de découvrir non seulement une vocation de poète, mais une véritable dilection pour la poésie.

### Le «monde» de Montale: les ineffaçables suggestions de laLigurie

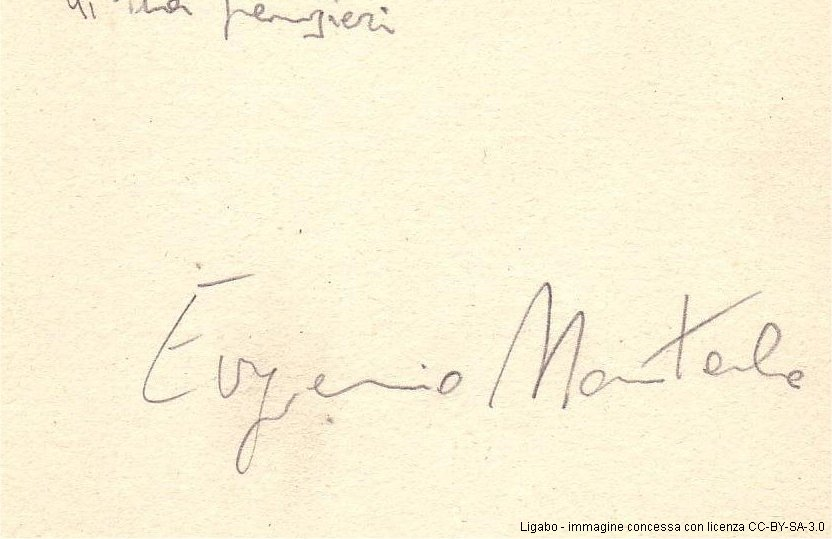
Signature autographe d’Eugenio Montale.

Montale a écrit relativement peu : quatre recueils de brefs poèmes lyriques, suivis de volumes de poésie d'occasion (Journal, Autres vers…) ; un « cahier » de traductions de poésie et des livres de traduction en prose ; deux volumes de critique littéraire et un de proses de fiction. Il faut ajouter à cela la collaboration au journal Corriere della Sera, et c’est tout. Le cadre est parfaitement cohérent avec son expérience du monde lors de ses années de formation, pendant lesquels il écrit les premiers poèmes du recueil Os de seiche (Ossi di seppia). C'est le moment de la montée du fascisme où il est isolé dans la province ligure, une sorte de tenaille qui lui inspirera une vision claustrophobe et impuissante de la vie dont il n'eut pas vraiment conscience, au moins jusqu’aux années de la maturité, dans la nouvelle saison de l’engagement civil néoréaliste.
La marginalisation sociale à laquelle était condamnée la classe sociale, cultivée et libérale, à laquelle appartenait sa famille, avive chez le poète sa vision du monde, sa capacité à pénétrer les impressions qui naissent de la présence des phénomènes naturels : la solitude engendre le dialogue avec les choses, celles petites et insignifiantes de la nature ligure, ou celle lointaine et suggestive de son horizon, la mer. Une nature « dépouillée, rude, hallucinante », et une « mer agitée » à l'appel hypnotique, comme seule la Méditerranée éblouie par le soleil peut le susciter. Dans une vie qui paraît déjà battue avant de commencer, la nature inspire un sentiment de dignité profonde et essentielle semblable à celle qu’on éprouve à la lecture de ses poèmes lyriques.

### Entre silence et écriture : l'anticonformisme discret de la nouvelle poésie
Avec un tel bagage littéraire et spirituel, Montale arrive à Florence en 1927 pour le poste de rédacteur chez l’éditeur R. Bemporad & figlio. Dans la ville toscane les années précédentes avaient été décisives pour la naissance de la poésie moderne, surtout du fait des ouvertures de la culture florentine à tout ce qui arrivait en Europe. Les éditions de la Voce ; les Canti orfici de Dino Campana (1914) ; les premiers opéras de Giuseppe Ungaretti pour Lacerba ; et l’accueil que des poètes comme Vincenzo Cardarelli et Umberto Saba avaient reçu chez les éditeurs florentins : tout cela avait jeté les bases d’un profond renouvellement culturel que même la censure fasciste ne pouvait étouffer. Montale donc entre silencieusement, mais avec l’impressionnante carte de visite de l’édition des Ossi de 1925, dans l’atelier de la poésie italienne. En 1929 il est appelé à diriger le Gabinetto scientifico letterario G.P. Vieusseux (il en sera expulsé en 1938 par le fascisme) ; entre-temps il collabore à la revue Solaria, il fréquente les rencontres littéraires du café Giubbe Rosse en y rencontrant Carlo Emilio Gadda et Elio Vittorini, et il écrit pour presque toutes les nouvelles revues littéraires qui naissent et meurent dans ces années d’incessante recherche poétique.
La vie à Florence se poursuit pour le poète entre incertitudes économiques et fragiles rapports sentimentaux ; ses « livres de la vie » sont Dante et Italo Svevo, avec les classiques américains ; des innombrables autres, il ne parle qu’indirectement, à travers les traces laissées dans son œuvre. Jusqu’à 1948, l’année de son installation à Milan, il publie les grands recueils poétiques Les Occasions (Le occasioni) et La bufera e altro. Montale a donc cultivé sa propre « veine » poétique dans l’atmosphère intime et amicale d’un monde d’intellectuels que le fascisme condamne à un silence déprimant, non pas par la violence mais plutôt par la force écrasante d’un conformisme de masse qui rend vaine toute tentative de révolte et masque la différence de celui qui ne veut pas s’adapter. Dans cet isolement, le travail, l’amitié et l’échange intellectuel sont néanmoins si profonds et déterminants, que Franco Fortini peut dire que la poésie de Montale (en particulier Ossi et Occasioni) apparaît, à partir des années 1960, comme la plus importante de tout le XXe siècle italien.

### La désharmonie du monde
« L’argument de ma poésie (…) est la condition humaine considérée en soi et non pas tel ou tel évènement historique. Ça ne signifie pas se tenir à l’écart de ce qui se passe dans le monde, ça signifie uniquement conscience et volonté de ne pas échanger l’essentiel contre le transitoire (…). Ayant ressenti dès ma naissance une totale disharmonie avec la réalité qui m’entourait, la matière de mon inspiration ne pouvait être que cette disharmonie. »

— Eugenio Montale dans Confessioni di scrittori (Intervista con se stessi), Milan 1976
L’ultime étape du bref voyage de Montale dans le monde est Milan (de 1948 à sa mort). Devenu collaborateur du Corriere della Sera, il écrit des critiques musicales et des reportages en allant dans plusieurs pays (entre autres le Moyen-Orient, visité à l’occasion du pèlerinage du Pape Paul VI en Palestine). Mais « voyager » ne fait pas partie de l’imaginaire poétique montalien ; ce n’est pas par hasard que l’anthologie de ses reportages porte le titre de Fuori di casa (Hors de chez soi, 1969). Le monde de Montale est « la solitude perdue dans les rêves » (A. Marchese) de son appartement milanais de la rue Bigli. Ce poète, qui a chanté la mer et la dernière femme-ange de la poésie italienne, est « de la race de ceux qui restent à terre » : ce n’est pas l’infini du monde, ni de la mer, ni du ciel, mais le mystère indéchiffrable, et peut-être inexistant, des objets quotidiens qui accompagnent le désenchantement d’un poète qui ne veut pas se prétendre tel.
Les derniers recueils de poèmes, Xenia (1966), Satura (1971) et Diario del '71 e del '72 (1973), témoignent d’une manière définitive du détachement du poète – ironique, mais jamais amer – de la Vie avec une majuscule : « je pensai tôt, et je pense encore, que l’art est la forme de vie de ceux qui ne vivent pas vraiment : une compensation ou un succédané » (Montale, Intenzioni. Intervista immaginaria, Milan 1976).
En 1966 aussi, Montale publie les essais Auto da fé (autodafé) dans le Corriere della Sera, réflexion lucide sur les transformations culturelles en cours. Le poète a encore beaucoup produit, en particulier ce chef-d'œuvre que seront — sous un titre volontairement mineur — les Autres vers (Altri versi), présentés dans la NRF par J.-Ch. Vegliante sous le titre « Poèmes de son grand âge » (no 370, 1983).
Chez le poète ligure ont convergé ces esprits de la « crise » que la réaction anti-D’Annunzio avait engendré depuis les Crepuscolari : tout ce qui avait été écrit avec une veine rebelle dans le monde fourmillant de la poésie italienne entre les deux guerres, devient en lui poésie vraie et profonde, le dernier possible avant de découvrir d’autres raisons d’être poète. Et paradoxalement, le poète le plus perdu dans ses rêves et « modeste » du XXe siècle italien, a aussi été le plus comblé de reconnaissances officielles : diplômes ad honorem (Milan 1961, Cambridge 1967, Rome 1974), nommé sénateur à vie en 1967 et prix Nobel en 1975. En plein débat civil sur la nécessité de l’engagement politique des intellectuels, Montale continua d’être le poète le plus lu en Italie. La preuve, peut-être, que le rôle de la poésie n’a jamais été de donner des réponses, mais de changer le regard sur le monde.

## La poétique
Montale bouleversa l’attitude fondamentale de la poésie : le poète ne peut donner de réponses. Montale sait que la poésie représentative n’a pas d’avenir, le poète n’est plus « prophète » et sa poésie est faite de « quelques syllabes tordues et sèches comme une branche » (pour citer à nouveau Non chiederci la parola »).
Conscient que la connaissance humaine ne peut atteindre l’absolu, pas même grâce à la poésie, à qui on a tendance à confier le rôle de source d’élévation spirituelle par excellence (ce qui est le cas, par exemple, de Giuseppe Ungaretti), Montale écrit de la poésie afin qu’elle puisse être une sorte d’instrument/témoignage d’investigation de la condition existentielle de l’homme du XXe siècle. Contrairement aux allusions et aux analogies d’Ungaretti, Montale fait un ample usage de ce qui a été défini par T. S. Eliot comme « corrélatif objectif » : même les objets, les idées, les émotions et les sensations les plus vagues se révèlent corrélées à des objets bien définis et concrets. Montale cherche une solution symbolique dans laquelle la réalité de l’expérience est assumée comme témoignage de vie. Le « mal de vivre », par exemple, dans Ossi di seppia, « J’ai rencontré souvent le mal de vivre », est défini comme un « ruisseau rétréci » (gêné dans son cours), une « feuille desséchée qui se recroqueville », un « cheval terrassé » et dans le poème « Faire la sieste pâle et pensif », appartenant au même recueil, l’aridité essentielle et significativement liée aux « fentes du sol », et la négativité existentielle vécue par l’homme du XXe siècle tourmenté et détruit par le devenir historique, est vu comme « une muraille qui a en son sommet des tessons acérés de bouteille ». Par sa forme métrico-rythmique, subtilement renouvelée sans jamais être brisée, la poésie de Montale - après celle de Pascoli ou Gozzano - s'inscrit pleinement dans les grands courants du XXe siècle.
La poésie assume donc la valeur de témoignage et une valeur morale précise. Montale exalte le stoïcisme éthique de celui qui (un peu comme Julius Agricola, beau-père de l’auteur latin Tacite, qui est décrit dans l’œuvre homonyme) accomplit, dans n’importe quelle situation historique et politique, son devoir.

## Les œuvres
Les recueils de vers présentent l'évolution de sa poésie : Os de seiche (Ossi di seppia, 1925), Les Occasions (Occasioni, 1939), Finisterre (1943) que l'auteur présente comme appendice des Occasioni, La Tourmente et autres poèmes (La bufera e altro, 1956). La première période de la poésie de Montale présente l'affirmation du lyrisme, la seconde approfondit l'expression et la poétique des motifs introduits dans Ossi di seppia même si parfois le recours à certaines techniques affleure l'artificiel. Montale tentait de définir un fantasme capable de faire sentir tout un monde caché. Ses tardifs Altri versi (Autres vers) marquent un retour au lyrisme de la grande tradition italienne.
Dans Les Occasions, la poésie est faite de symboles, d'analogies, d'énoncés limpides très différents de l'abandon et du discours cordial des poètes du XIXe siècle. Le monde poétique de Montale semble désolé, obscur et souffrant, privé d'espérance sans en arriver à le nier, en effet tout ce qui entoure le poète est regardé avec pitié et compassion. Chez Montale, l'apparente sécheresse de sentiment est plutôt une prise de conscience de la douleur qui habite la mémoire et elle correspond à un refus viril de la langueur et de la musicalité des poètes crépusculaires. La poésie de Montale est une chronique intérieure, c'est la voix de l'âge contemporain. Montale exprime les inquiétudes de la période qui précède la Seconde Guerre mondiale, de la guerre, de la reprise si difficile, et sa vie est le reflet fidèle de son art poétique et de son éthique. Les défis d'un monde globalisé ont hanté, jusqu'à sa mort, ce poète pleinement représentatif du « court » tragique XXe siècle.

### Liste chronologique
- Os de seiche (Ossi di seppia, 1925). Édition française, Os de seiche, Paris, Gallimard, 1966. Traduction Patrice Angelini avec le concours de Louise Herlin et Georges Brazzola.
- La casa dei doganieri e altri versi (1932)
- Les Occasions (Le occasioni, 1939).
- Finisterre (1943). Édition française, Les Occasions, Paris, Gallimard, 1966. Traduction Patrice Angelini avec le concours de Louise Herlin, Georges Brazzola et Philippe Jaccottet.
- Quaderno di traduzioni (1948)
- La Tourmente et autres poèmes (La bufera e altro, 1956). Édition française, La Tourmente et autres poèmes, Paris, Gallimard, 1966. Traduction Patrice Angelini avec le concours de Louise Herlin, Georges Brazzola et Armand Robin.
- Papillon de Dinard (Farfalla di Dinard, 1956)
- Il colpevole (1966)
- Xenia (1966)
- Auto da fè - Cronache in due tempi (1966)
- Fuori di casa (1969)
- Satura (1971). Édition française, Satura, Paris, Gallimard, 1976. Traduction Patrice Dyerval Angelini. Comprend les recueils Xenia et Satura.
- Diario del '71 e del '72 (1973). Édition française, Carnets de poésie, Paris, Gallimard, 1979. Traduction Patrice Dyerval Angelini.
- Sulla poesia (1976)
- Quaderno di quattro anni (1977)
- Altri versi, d'abord dans l'Œuvre complète éditée par R. Bettarini & G. Contini (Einaudi, 1980). Édition française, Derniers poèmes, Paris, Gallimard, 1988. Traduction Patrice Dyerval Angelini. Comprend les recueils Quaderno di quattro anni et Altri versi.
- Diario Postumo (1996). Édition française, Journal posthume, Paris, Gallimard, 1996. Traduction Patrice Dyerval Angelini.

## Honneurs et récompenses
L'astéroïde (22379) Montale porte son nom.